# Csalamádé

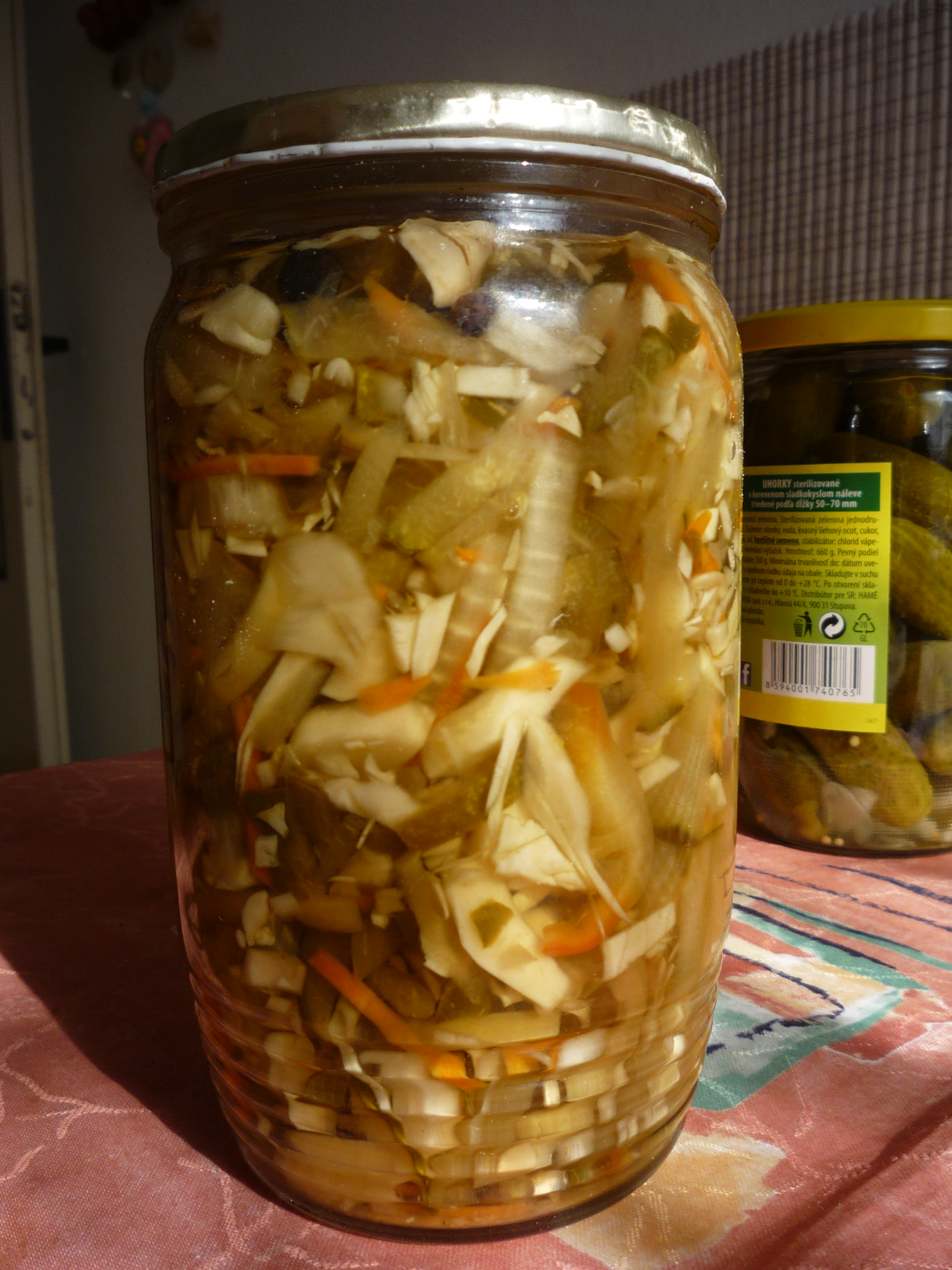
Csalamádé sterilizzato fatto in casa in un barattolo di vetro

Csalamádé (in Ungheria) o čalamáda /tʂalamaːda/ (in Slovacchia e Repubblica Ceca, dialettale in slovacco čádé) è una miscela tritata di verdure (peperone tritato finemente, cetriolo sottaceto, cavolo e carota) sott'aceto in un sottaceto acido o solitamente agrodolce. Csalamádé ha un valore energetico di ca 30 – 45 kcal (125 – 190 kJ) per 100 g.

## Storia
In passato, nelle famiglie ungheresi in Slovacchia, oltre alla fermentazione dei cetrioli e conservazione della barbabietole il csalamádé era preparato con cavolo rosso, carote, cipolle e semi di senape.